# Des gens ordinaires (Black Mirror)
Pour les articles homonymes, voir Des gens ordinaires.
Des gens ordinaires (Common People) est le premier épisode de la septième saison de la série britannique Black Mirror, diffusé le 10 avril 2025. Il a été écrit par le créateur de la série, Charlie Brooker.

## Synopsis
Amanda (Rashida Jones) et Mike (Chris O'Dowd) forment un couple de la classe ouvrière qui cherche à fonder une famille. Mais lorsqu'Amanda tombe dans le coma, son mari en deuil se tourne vers une procédure de sauvetage qui semble trop belle pour être vraie.
Mike rencontre Gaynor (Tracee Ellis Ross), une représentante d'une start-up médicale qui propose une technologie expérimentale appelée Rivermind, promettant de restaurer les fonctions cognitives d'Amanda. Il y a quelques mises en garde : elle devra dormir quelques heures de plus chaque nuit et devra rester dans la zone de couverture (comme pour la téléphonie mobile) – mais l'opération est gratuite, et le modèle d'abonnement coûte le « raisonnable » prix de 300 dollars par mois.
Au début, le couple parvient à gérer les coûts, mais rapidement, Rivermind introduit des niveaux d'abonnement plus élevés, rendant leur plan initial plus contraignant : le système envoie des publicités, qu'Amanda insère dans ses conversations sans même s'en rendre compte, ce qui met son emploi d'institutrice en péril. Pour subvenir aux besoins, Mike s'inscrit sur Dum Dummies, une plateforme de streaming où il réalise des actes humiliants pour de l'argent. Il finit par dévoiler son identité lors d'une vidéo, ce qui entraîne des conséquences professionnelles : il est licencié.
Malgré leurs efforts, les coûts augmentent et Amanda, n'ayant pas l'abonnement optimal chez Rivermind, a besoin de plus en plus de sommeil : son cerveau est utilisé par la société pendant qu'elle dort. Lors de leur cinquième anniversaire, Mike offre à Amanda une session de 12 heures du plan Luxe, qui amplifie les sensations de plaisir. Cependant, la situation devient insoutenable. Amanda, consciente de son état, demande à Mike de mettre fin à sa vie pendant qu'elle est en mode « publicité », afin qu'elle ne ressente rien. Mike accepte à contrecœur et la tue en douceur. L'épisode se termine avec Mike se préparant à se suicider en direct sur le site Dum Dummies, suggérant une fin tragique pour le couple.

## Distribution
- Chris O'Dowd : Mike
- Rashida Jones (VF : Julie Dumas) : Amanda
- Tracee Ellis Ross (VF : Annie Millon) : Gaynor
- Nicholas Cirillo : Shane
- Donald Sales : Kyle
- Lucy Turnbull : Eva
- Milana Wan et Tisha Sofia Hodsoni : Mickey
- Sabrina Jalees : Angie
- Carolyn Taylor : Penelope